# Mikołaj II Chryzoberges
Mikołaj II Chryzoberges, gr. Νικόλαος ὁ Χρυσοβέργης (zm. 16 grudnia 992) – patriarcha Konstantynopola w latach 984–992. 

## Życiorys
Sprawował urząd patriarchy od maja 984 do 16 grudnia 992. Za jego patriarchatu dokonał się chrzest Rusi. Patriarcha Mikołaj jest uznany za świętego zarówno przez Kościół Rzymskokatolicki jak i Kościół Prawosławny. Jego wspomnienie jest w dniu 16 grudnia.